# Санта Катерина Валфурва
Санта Катерина Валфурва је насеље у Италији у округу Сондрио, региону Ломбардија.
Према процени из 2011. у насељу је живело 233 становника. Насеље се налази на надморској висини од 1752 м.